# 海洋惑星
海洋惑星（かいようわくせい、英語: Ocean planet）とは仮説上の惑星の種類である。全体が深さ数百kmの厚い水の層に覆われた惑星で、氷を多く含んだ惑星が惑星系の内側に移動した時に形成される。
この言葉は単に「海を持つ惑星」という意味でも用いられるが、当記事では前述の特徴を持つ惑星について記述する。

## 概要
惑星系の外側で形成される原始惑星は、岩石のほかに大量の水を氷の状態で含んでおり、これが何らかの事情でハビタブルゾーン内に移動して融解することで海洋惑星となる。古典的な惑星形成論では惑星の軌道を固定されたものと考えてきたが、恒星の近くを周回する系外惑星が多数発見された現在では、一般的な現象として惑星の移動が起きていると受け止められるようになった。原始惑星の移動で海洋惑星が形成されるという発想もこのような認識の変化の中で登場したものである。海洋惑星についての初期の議論は2003年に Marc Kuchner や Alain Légerが行なったものがある。

## 大気の必要性
水が長い期間存在するためには恒星のスペクトルが M K G型（それ以降は、ハビタブルゾーンの移動が早い）で、惑星あるいは衛星がハビタブルゾーンに位置し、磁気圏および十分な重力を保有している必要がある。重力には大気を維持する働きがあり、大気圧がなかった場合水は全て宇宙に蒸発してしまう。また惑星の強い磁気圏は大気を太陽風から守ることで、地質学的な時間単位で水を保持する役目を担っている。
惑星の大気は惑星形成の過程で起きたガス放出か、原始惑星系円盤が惑星を覆っている時に重力によって捕らえた事で形成されている。太陽系外惑星の表面の温度は大気の温室効果ガスの影響によって決まり、温室効果ガスは恒星の放射するエネルギーを吸収するため、赤外線によって容易に観測が可能である。

## 太陽系外惑星

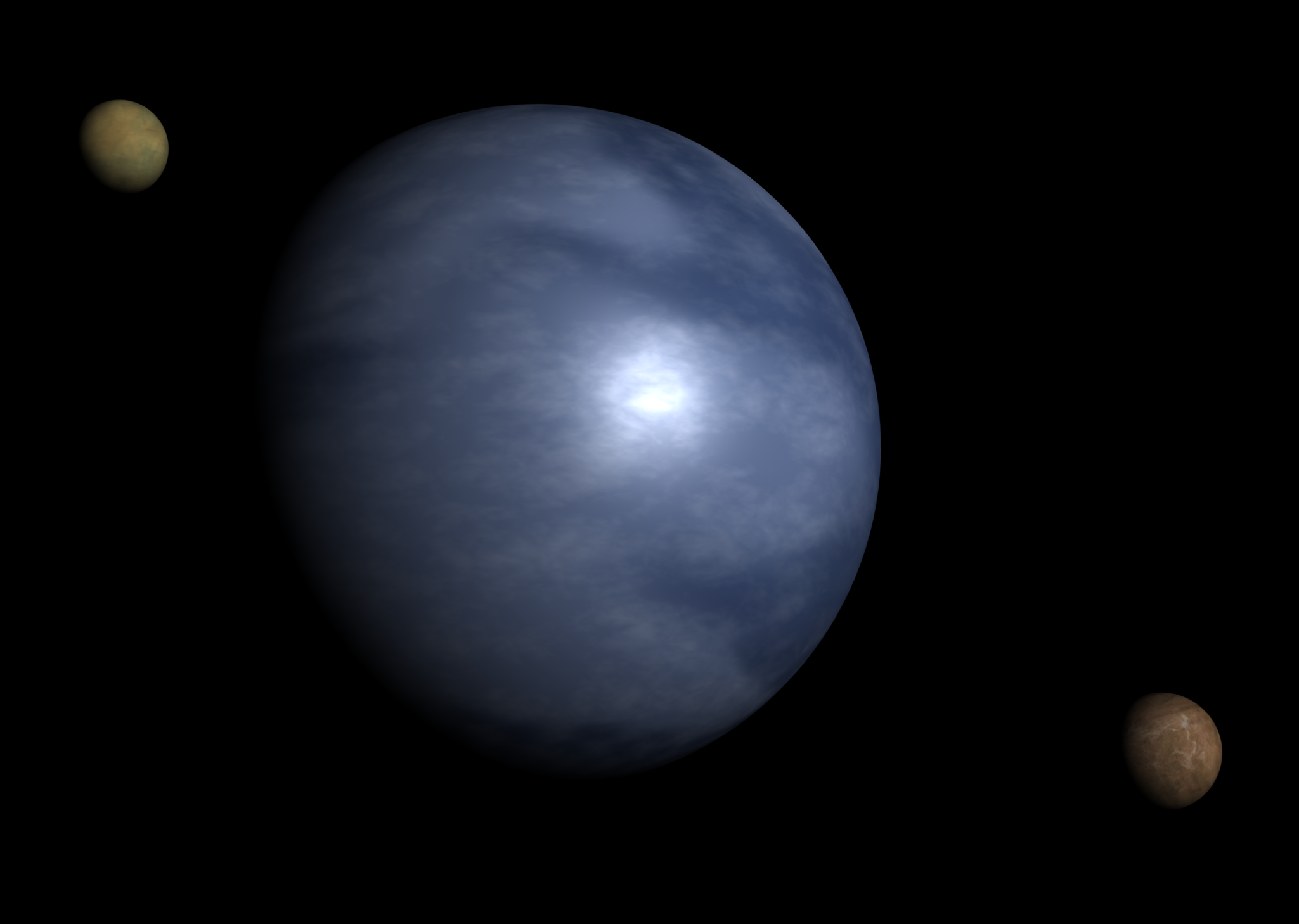
海洋惑星の想像図。

太陽系には海洋惑星は存在しないため、海洋惑星という言葉は太陽系外惑星の議論の中で使われる。海洋惑星の海の深さは数百kmに達し、地球の海洋（平均で3.7km）とはスケールが異なる。海底は高圧となり融点が上昇するために水が常温で凝固し、地球上では見られないような高圧相氷がマントルを構成していると考えられる。また、恒星に近い高温の惑星では、海洋の温度が沸点を上回って水が超臨界流体となり、太陽系のガス惑星と同じように、惑星の明確な「表面」が存在しなくなっている可能性がある。
グリーゼ581dは海洋惑星の候補天体の1つである。この惑星はグリーゼ581のハビタブルゾーン内の外寄りを公転しており、液体の水が存在するに十分なほど惑星の表面温度が高められている可能性がある（ただし実在しない可能性が指摘されている）。
太陽系外の惑星で海洋惑星の候補としてケプラー11の惑星系、GJ 1214 b、ケプラー22b、ケプラー62f、ケプラー62e、TRAPPIST-1の惑星系が挙げられる。これらの太陽系外惑星はケプラー衛星によって観測されることが期待されている。

## 宇宙生物学
海洋惑星の特徴は海洋惑星の歴史と太陽系の形成と進化を解き明かす手がかりとなるかも知れず、海洋惑星の生命の誕生と居住可能性が挙げられ注目を集めている。既知の生物の大半はその生存に液体の水が不可欠であり、海洋惑星にはそれが大量に存在しているため、エネルギーとなる栄養物が確認された場合生命体の存在する可能性が生まれる。ただし、地球の5倍以上の水深を持つ海洋惑星は、海底部がその水圧により形成された氷におおわれるために岩盤の浸食が起こらず、プランクトンのような酸素を生成する地球型生命が進化するために必要な量のリンや栄養物が溶解していないことがシミュレーションによって判明した。
一方、エウロパやエンケラドスのように海がケイ酸塩の地殻上に存在し、熱と栄養物を有しているために、生命居住に適した環境を有しているとみなされている天体もある。表面の火山活動は海に彗星からの有機化合物やソリンのような重要な物質をもたらす可能性がある。